# فرانسيسك ريجيس
فرانسيسك ريجيس (بالإسبانية: Francesc Regis) هو لاعب كرة قدم إسباني في مركز الهجوم، ولد في 30 سبتمبر 1996 في مدينة ميورقة في إسبانيا. لعب مع نادي إيبار.

## وصلات خارجية
- فرانسيسك ريجيس على موقع Soccerway.com (الإنجليزية)
- فرانسيسك ريجيس على موقع عالم كرة القدم.نت (الإنجليزية)